# Raoul Precht

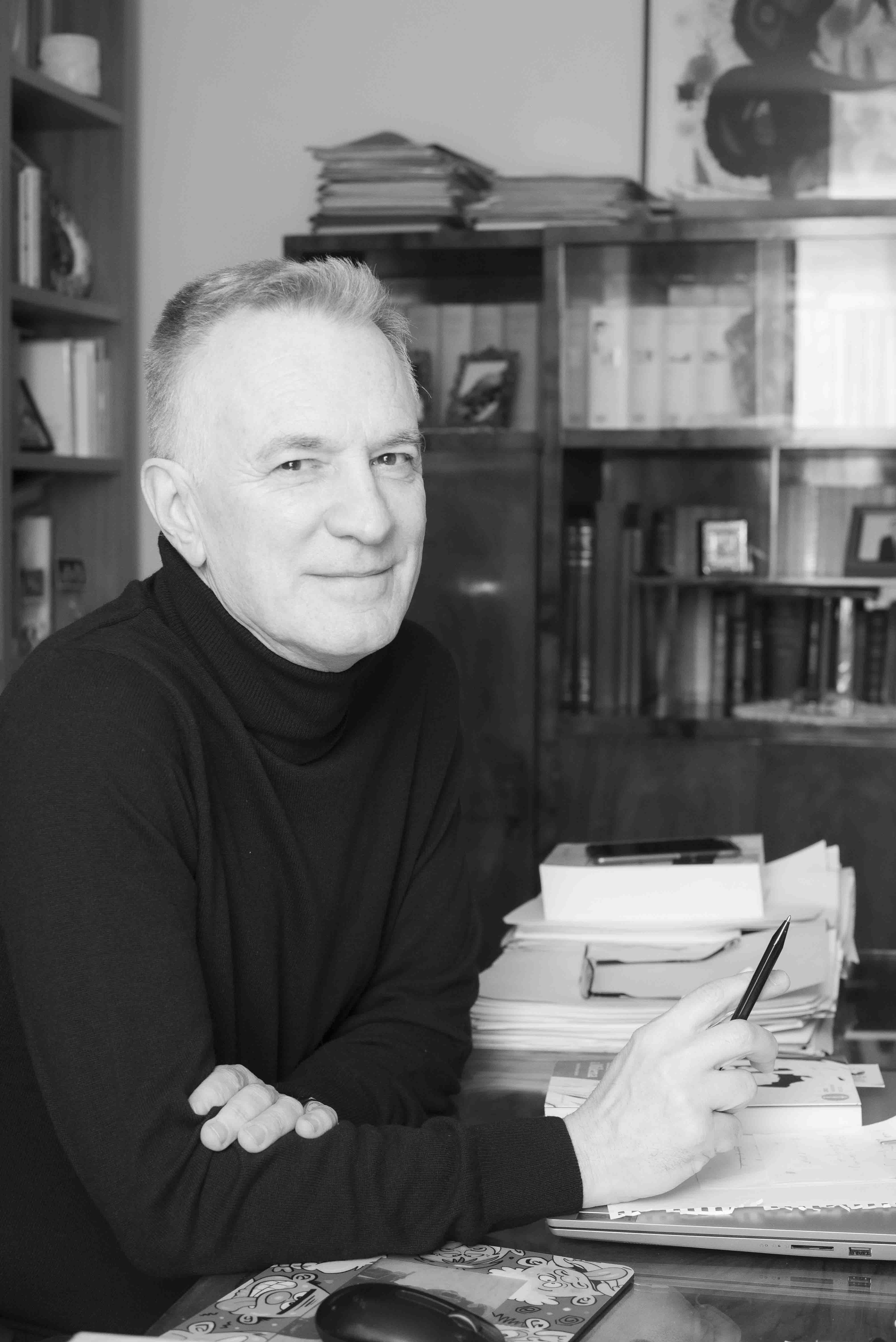
Raoul Precht

Raoul Precht (Roma, 11 dicembre 1960) è uno scrittore, poeta e traduttore italiano.

## Biografia
Dopo la laurea in lingue e letterature straniere moderne all'Università "La Sapienza" di Roma con una tesi sul conflitto padre-figlio in Calderón de la Barca, Hofmannsthal e Pasolini (1984), ha insegnato per alcuni anni e si è trasferito nel 1990 a Lussemburgo, dove lavora al Parlamento europeo.
Ha pubblicato saggi su Cervantes, Calderón de la Barca, Quevedo, Kafka, Sternheim, Hofmannsthal, García Lorca, Sebastian, Cortázar, Pasolini e su aspetti di teoria della traduzione. Alcuni racconti e poesie sono apparsi sulle riviste letterarie on-line "Pseudolo" e "Zibaldoni e altre meraviglie", con traduzioni in spagnolo sulla rivista "abril", in francese nel blog dell'Università della Sorbona "Une autre poésie italienne" e in esperanto nella rivista "Beletra Almanako". Sue poesie sono state pubblicate inoltre dalla "Italian Poetry Review". 
Ha collaborato con la RAI-Radiotelevisione italiana, quotidiani, riviste letterarie e d'arte, la Deutsche Grammophon Gesellschaft e l'Istituto di Studi Verdiani.
Il suo romanzo Stefan Zweig. L'anno in cui tutto cambiò è stato finalista al Premio letterario Giovanni Comisso 2022. 
La raccolta di racconti Quintetto romano (2023) narra dell'incontro con Roma di cinque scrittori stranieri: Stendhal, Nikolaj Gogol', Romain Rolland, Malcolm Lowry e John Cheever. 
Sulle rovine d'Europa (2024) è un'antologia di ventisei poeti tedeschi e francesi della Grande Guerra, introdotti e tradotti in italiano. 
Il mare dei poeti (2024) è invece un Bildungsroman (romanzo di formazione) ambientato al Festival dei poeti di Castelporziano del 1979.
Nel 2025 ha inoltre pubblicato un ibrido di narrativa, saggistica e memoir dal titolo Lo scrittore infedele, incentrato sulla vita e sull'opera del drammaturgo espressionista tedesco Carl Sternheim, e un saggio su Stefan Zweig, "La fine di un mondo".

## Opere
Poesia 
- Vaga favilla, 2004
- Taccuino di viaggio dell'ofiuco, 2010
- A capo della congiura, il tempo, La Camera Verde, 2015
- La bellezza al suo apparire, Arcipelago Itaca, 2024

Narrativa
- Cacciatori d'innocenza, 2002
- Senza tracce, muto, come affonda una nave, Foschi, 2008
- Il salto, Gaffi, 2012
- Stefan Zweig. L'anno in cui tutto cambiò, Bottega Errante Edizioni, 2022
- Quintetto romano, Bordeaux Edizioni, 2023
- Il mare dei poeti, Bordeaux Edizioni, 2024

Saggistica e volumi misti
- Ladro di schiavi - Appunti e contrappunti 2001-2010, 2012
- Kafka e il digiunatore, Nutrimenti, 2014
- Ladro di schiavi II - Appunti e contrappunti 2011-2020, 2020
- Sentire le voci, 2021
- Sulle rovine d'Europa. Poeti tedeschi e francesi della Grande Guerra, Edizioni Ares, 2024
- Lo scrittore infedele, Editoriale Scientifica, 2025
- Stefan Zweig. La fine di un mondo, Edizioni Ares, 2025

Narrativa breve
- Perizie, Pseudolo 10, giugno 2002, Sopralluoghi, Pseudolo 11, marzo 2004 (trad. spagnola: abril, ottobre 2005), Appostamenti, Pseudolo 12, marzo 2005
- A testa alta, succedeoggi, 2014 (trad. spagnola: abril, aprile 2014), L'incidente e Lo spruzzo, succedeoggi, 2015, L'ospite e la maratoneta, succedeoggi, 2020 (anche in: L'ultimo sesso ai tempi della peste, Neo, 2020), Regalo di Natale, L'ultimo aperitivo e Resa dei conti, succedeoggi, 2021

Teatro 
- Il viaggio dell'ofiuco, 2012

Curatele
- F. de Quevedo, Vita del briccone, Garzanti, 1991
- F. García Lorca, Il pubblico / Commedia senza titolo, Garzanti, 1993
- F. García Lorca, Un cuore colmo di poesia. Lettere 1918-1936, Rosellina Archinto Editore, 1996
- C. Sternheim, Schuhlin, La Camera Verde, 2015 (con fotografie di P. Dimpflmeier)
- P. Calderón de la Barca, L'Anno Santo di Roma, La Camera Verde, 2017
- M. Sebastian, L'incidente, Bordeaux Edizioni, 2024

Traduzioni 
- F. Wedekind, Il cantante da camera / Danza di morte, 1981 (per la compagnia teatrale di A. Martino)
- F. Schiller, Sulla poesia ingenua e sentimentale, Abete - Il Melograno, 1981
- P. Handke, Il peso del mondo, Guanda, 1981
- E. Auerbach, La tecnica di composizione della novella, Theoria, 1984
- R. Gerber, I Concerti brandeburghesi di Bach, Bulzoni, 1984